# Liste der Naturdenkmale in Ebersbach-Musbach
| Naturdenkmale | Anzahl |
| ------------- | ------ |
| FND           | 22     |
| END           | 4      |
| Gesamt        | 26     |

Die Liste der Naturdenkmale in Ebersbach-Musbach nennt die verordneten Naturdenkmale (ND) der im baden-württembergischen Landkreis Ravensburg liegenden Gemeinde Ebersbach-Musbach. In Ebersbach-Musbach gibt es insgesamt 26 als Naturdenkmal geschützte Objekte, davon 22 flächenhafte Naturdenkmale (FND) und 4 Einzelgebilde-Naturdenkmale (END).
Stand: 31. Oktober 2016.

## Flächenhafte Naturdenkmale (FND)
| Name                               | Bild | Kennung     | Einzelheiten      | Position | Fläche Hektar | Datum         |
| ---------------------------------- | ---- | ----------- | ----------------- | -------- | ------------- | ------------- |
| Bachgehölz, Eschen und Ufergebüsch | BW   | 84360935201 | Ebersbach-Musbach | ⊙        | 0,0           | 25. Sep. 1940 |
| Bachgehölz                         | BW   | 84360935307 | Ebersbach-Musbach | ⊙        | 0,0           | 25. Sep. 1940 |
| Baum- und Gebüschrain              | BW   | 84360935306 | Ebersbach-Musbach | ⊙        | 0,0           | 25. Sep. 1940 |
| Baumgruppe                         | BW   | 84360935203 | Ebersbach-Musbach | ⊙        | 0,0           | 25. Sep. 1940 |
| Baumgruppe                         | BW   | 84360935210 | Ebersbach-Musbach | ⊙        | 0,0           | 25. Sep. 1940 |
| Baumgruppe                         | BW   | 84360935308 | Ebersbach-Musbach | ⊙        | 0,0           | 1. Juni 1971  |
| Birken                             | BW   | 84360935315 | Ebersbach-Musbach | ⊙        | 0,0           | 25. Sep. 1940 |
| Eschengruppe                       | BW   | 84360935303 | Ebersbach-Musbach | ⊙        | 0,0           | 25. Sep. 1940 |
| Feldhecke                          | BW   | 84360935304 | Ebersbach-Musbach | ⊙        | 0,0           | 25. Sep. 1940 |
| Feuchtfläche V Musbacher Ried      | BW   | 84360930886 | Ebersbach-Musbach | ⊙        | 0,6           | 24. Mai 1982  |
| Feuchtgebiet Bachwiese             | BW   | 84360930873 | Ebersbach-Musbach | ⊙        | 0,2           | 22. Dez. 1993 |
| Feuchtgebiet Ebersbacher Ried      | BW   | 84360930889 | Ebersbach-Musbach | ⊙        | 2,1           | 22. Dez. 1993 |
| Feuchtgebiet Musbacher Ried        | BW   | 84360930882 | Ebersbach-Musbach | ⊙        | 2,9           | 22. Dez. 1993 |
| Feuchtgebiet südwestl. Schwemme    | BW   | 84360931985 | Ebersbach-Musbach | ⊙        | 0,5           | 22. Dez. 1993 |
| Feuchtgebiet Weiheried             | BW   | 84360930891 | Ebersbach-Musbach | ⊙        | 1,2           | 22. Dez. 1993 |
| Fichtengruppe                      | BW   | 84360935317 | Ebersbach-Musbach | ⊙        | 0,0           | 25. Sep. 1940 |
| Gebüsch und Bäume                  | BW   | 84360935301 | Ebersbach-Musbach | ⊙        | 0,0           | 25. Sep. 1940 |
| Gebüsch und Bäume                  | BW   | 84360935316 | Ebersbach-Musbach | ⊙        | 0,0           | 25. Sep. 1940 |
| Gebüsch                            | BW   | 84360935318 | Ebersbach-Musbach | ⊙        | 0,0           | 25. Sep. 1940 |
| Hecke                              | BW   | 84360935320 | Ebersbach-Musbach | ⊙        | 0,0           | 25. Sep. 1940 |
| See Schwemme                       | BW   | 84360930878 | Ebersbach-Musbach | ⊙        | 0,5           | 22. Dez. 1993 |
| 7 Stieleichen                      | BW   | 84360935206 | Ebersbach-Musbach | ⊙        | 0,0           | 25. Sep. 1940 |
| Legende für Naturdenkmal           |      |             |                   |          |               |               |

## Einzelgebilde (END)
| Name                                                         | Bild | Kennung     | Einzelheiten      | Position | Fläche Hektar | Datum         |
| ------------------------------------------------------------ | ---- | ----------- | ----------------- | -------- | ------------- | ------------- |
| Esche mit Weißdornbusch im Gewann „Bachwiesen“ nw. Ebersbach | BW   | 84360935212 | Ebersbach-Musbach | ⊙        | 0,0           | 25. Juni 1981 |
| Eschen                                                       | BW   | 84360935215 | Ebersbach-Musbach | ⊙        | 0,0           | 25. Sep. 1940 |
| 2 Kastanienbäume                                             | BW   | 84360935319 | Ebersbach-Musbach | ⊙        | 0,0           | 25. Sep. 1940 |
| 3 Rotbuchen                                                  | BW   | 84360935309 | Ebersbach-Musbach | ⊙        | 0,0           | 31. März 1980 |
| Legende für Naturdenkmal                                     |      |             |                   |          |               |               |